# François Armanet
Pour les articles homonymes, voir Armanet.
François Armanet, né le 29 septembre 1951 à Fontenay-sous-Bois, est un journaliste français, actuellement rédacteur en chef à L'Obs. Il est l'auteur de plusieurs ouvrages, dont quatre romans, et de deux films.

## Biographie
Il a débuté en 1981 à Libération et y est resté jusqu'en 1989 en tant que directeur des numéros spéciaux. En 1989, il rejoint Le Nouvel Observateur en qualité de rédacteur en chef. En 1998, il retourne à Libération comme rédacteur en chef (Culture, livres, medias, sports). Depuis 2002, il est rédacteur en chef à L'Obs, où il a créé les pages « Débats ».
Il est docteur en sociologie. Sa thèse, soutenue sous la direction de Paul de Gaudemar à l'université de Vincennes Paris-VIII en 1976, porte sur les « bandes » de jeunes urbains dans les années soixante. Il est aussi titulaire d'une maîtrise d'histoire, sous la direction de Madeleine Rebérioux.
Il est marié avec la journaliste et présentatrice télévisée Élisabeth Quin.

## Œuvres

### Livres
- avec Max Armanet, Ciné Kung Fu, Ramsay, 1988, 207 p. (ISBN 978-2-85956-699-9)
- La bande du Drugstore, Denoël, 1999, 163 p. (ISBN 978-2-207-24963-5)
- Enragé, Denoël, 2003, 134 p. (ISBN 978-2-207-25532-2)
- Kung-fu : roman, Paris, Grasset, 2007, 142 p. (ISBN 978-2-246-71461-3)[2]
- avec Élisabeth Quin, Le détail qui tue : Petit précis de style de Marcel Proust à Kate Moss, Paris, Flammarion, 2013, 262 p. (ISBN 978-2-08-130617-2) (Médaille d'argent Indie Fab Book of the Year Awards)[3]
- Bibliothèque idéale du naufragé, Paris, Flammarion, 2015, 204 p. (ISBN 978-2-08-136777-7)[4]
- avec Jean Helpert et Xavier Coyère, Le Nouveau Monde, L'Épée du conquistador, Dargaud, 2017[5].
- avec Jean Helpert et Stefano Carloni, Le Nouveau Monde, Les Sept cités de Cibola, Dargaud, 2018[6].
- Les Minets, Stock, 2019[7],[8].
- avec Bayon, Haut les filles, Flammarion, 2020 [9].

### Cinéma
- 2002 : La Bande du drugstore (long métrage de fiction) - réalisateur et coscénariste.
Le film est présenté en ouverture du Festival de Berlin (Panorama). Il a été présenté également aux festivals de Palm Springs, d'Edimbourg, d'Istanbul[10]...
- 2015 : House of Time (long métrage de fiction) de Jonathan Helpert - scénariste
- 2019 : Haut les filles (documentaire) - réalisateur et coscénariste
Le film est présenté en sélection officielle au Festival de Cannes 2019[11],[12].

### Télévision
Il est le coproducteur du magazine Mach 3 sur FR3 (1985-1986) et d'émissions liées aux hors-séries de Libération (« La terre perd la boule »).
Il produit et réalise  d'autres émissions sur Canal+ (40 ans de cinéma de Hong Kong), France 2 (40 ans de 45 tours de France), Arte (soirée thématique sur Hong Kong).

## Jurys littéraires
- Depuis 2002 : fondateur et président du prix Vaudeville/La Coupole (depuis 2002
- Depuis 2010 : membre fondateur du jury du prix Fitzgerald